# Fabio Monti
Fabio Monti (Senigallia, 14 luglio 1928 – Ancona, 4 dicembre 1997) è stato un arbitro di calcio italiano.

## Carriera
Inizia la carriera arbitrale il 7 marzo 1954.
Nella stagione 1960-1961 esordisce in Serie B.

L'esordio in Serie A avviene il 26 maggio 1963 a Palermo, dove dirige la partita Palermo-Milan (1-3),. In dieci stagioni colleziona 122 arbitraggi in Serie A, l'ultimo di questi a Verona il 20 maggio 1973 nella sfida Verona-Milan (5-3), il cui risultato porta alla mancata conquista dello scudetto da parte dei milanesi.
Nella stagione 1968-1969 è stato insignito del Premio Giovanni Mauro, riconoscimento che spetta al miglior arbitro italiano della stagione.

Dal 1967 al 1972 è stato un arbitro internazionale.

Ha ricoperto la carica di presidente sezionale anconetano prima, e del Comitato Regionale Marchigiano poi.

Per onorarne la memoria, dopo la sua morte, gli è stata intitolata la sezione dell'Associazione Italiana Arbitri di Ancona.